# Општина Битољ
Општина Битољ (мкд. Битола) је једна од 9 општина Пелагонијског региона у Северној Македонији. Седиште општине је истоимени град Битољ.

## Положај
Општина Битољ налази се у јужном делу Северне Македоније и погранична према Грчкој на југу. Са других страна налазе се друге општине Северне Македоније:
- север — Општина Демир Хисар
- североисток — Општина Могила
- исток — Општина Новаци
- запад — Општина Ресан

## Природне одлике
Рељеф: Општина Битољ протеже се у свом источном делу западним делом равне и плодне Пелагоније, највеће висоравни Северне Македоније, док се на западу општине издижу планине Баба и Бигла. У крајњем западном делу општине налази се познати врх Пелистер.
Клима у општини влада умерено континентална клима, док је у вишим крајевима она планинска.
Воде: Црна Река је највећи водоток у општини и сви водотоци су њене притоке. Од њих веће су Сакулева, која тече са југа (из Грчке), и Драгор, који протиче кроз град Битољ. Обе споменуте реке су њене десне притоке.

## Становништво
Општина Битољ имала је по последњем попису из 2002. г. 95.385 ст., од чега у седишту општине, граду Битољу, 74.550 ст. (78%). Општина је густо насељена, али је сеоско подручје ретко насељено.
Национални састав по попису из 2002. године био је:
|           | Број   | Постотак |
| Укупно    | 95.385 | 100%     |
| Македонци | 84.616 | 88,7%    |
| Албанци   | 4.164  | 4,4%     |
| Роми      | 2.613  | 2,7%     |
| Турци     | 1.610  | 1,7%     |
| Власи     | 1.270  | 1,3%     |
| Срби      | 541    | 0,6%     |
| остали    | 571    | 0,6%     |

## Насељена места
У општини постоји 66 насељених места, једно градско (Битољ), а осталих 65 са статусом села:
| - Битољ - Барешани - Бистрица - Братин Дол - Брусник - Буково - Велушина - Габалавци - Гопеш - Горњи Егри - Горњи Оризари | - Грајешница - Дихово - Доленци - Доњи Егри - Доњи Оризари - Драгарино - Драгожани - Драгош - Древеник - Ђавато - Жабени | - Злокућани - Кажани - Канино - Карамани - Кишава - Кравари - Кременица - Кукуречани - Крклино - Крстовар - Лавци | - Лажец - Лера - Лисолај - Логоварди - Лопатица - Магарево - Маловиште - Метимир - Меџитлија - Нижепоље - Ново Змирново | - Облаково - Олевени - Оптичари - Орехово - Острец - Појешево - Породин - Рамна - Раштани - Ротино - Свињиште | - Секирани - Снегово - Средњи Егри - Старо Змирново - Стрежево - Српци - Трн - Трново - Цапари - Црнобуки - Црновец |  |